# Puente de Vallecas
Puente de Vallecas es uno de los 21 distritos que conforman la ciudad de Madrid. Está organizado administrativamente en los barrios de Entrevías (131), San Diego (132), Palomeras Bajas (133), Palomeras Sureste (134), Portazgo (135) y Numancia (136). Con 240 917 habitantes es uno de los distritos más poblados de Madrid.
Surge de la anexión del municipio de Vallecas a Madrid.

## Etimología
El término puente no hace referencia al actual puente perteneciente a la M-30, sino a un antiguo puente en el camino desde Vallecas al centro de la capital sobre el Arroyo Abroñigal.

## Geografía

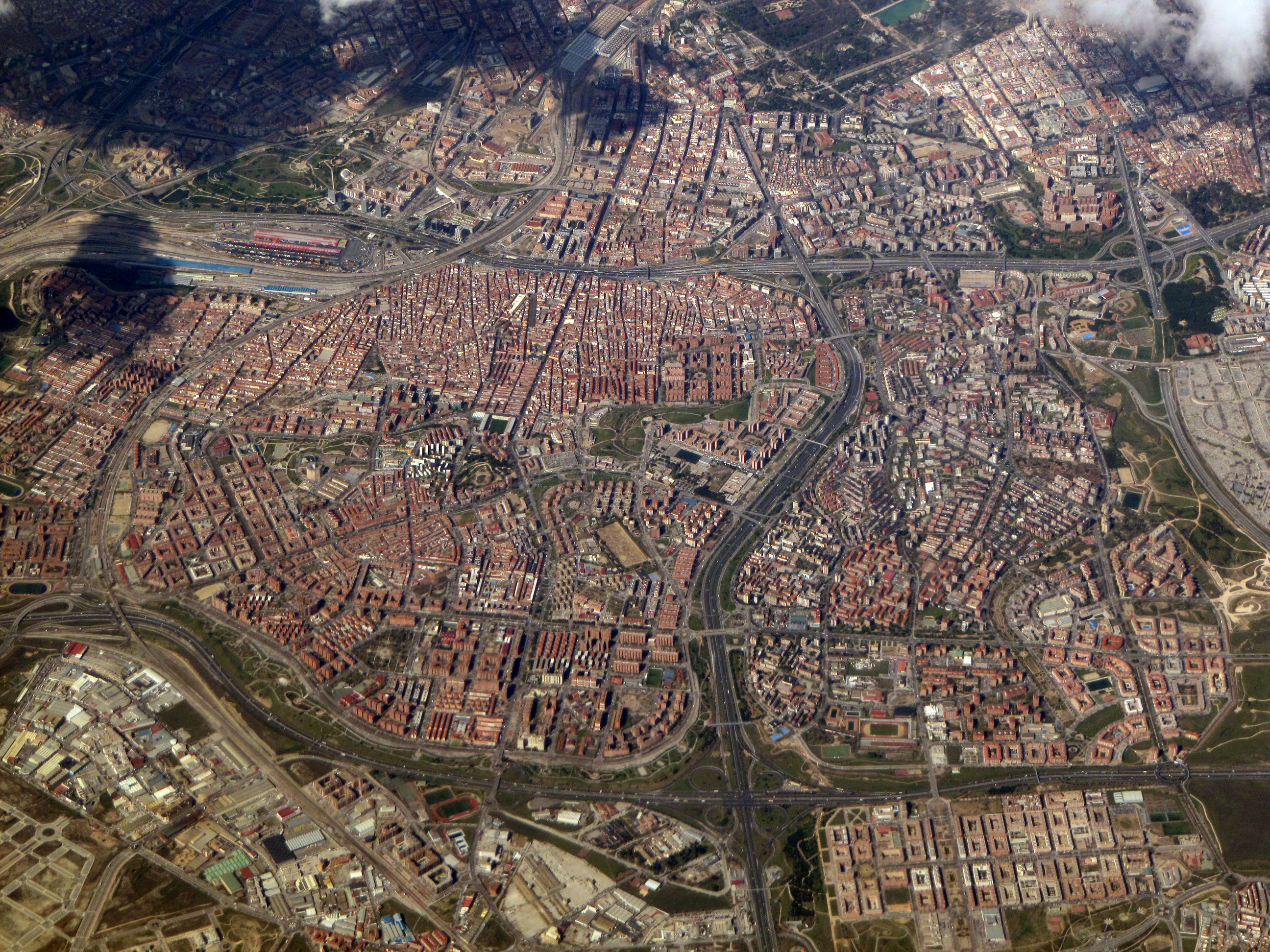
Puente de Vallecas

Está localizado al sureste del municipio de Madrid, delimitado por la M-30 al oeste, la A-3 al norte, la avenida de la Democracia, la línea de ferrocarril Madrid-Zaragoza y la M-40 al sureste y el río Manzanares al suroeste.
A su vez Puente de Vallecas limita con los distritos de:
- Villa de Vallecas, al este, separados por la avenida de la Democracia, la vía férrea de la línea Madrid-Zaragoza y la M-40.
- Moratalaz y Vicálvaro, al norte, separados por la A-3.
- Retiro y Arganzuela, al oeste, separados por la M-30
- Usera, al suroeste, separados por el río Manzanares.[1]

## Barrios

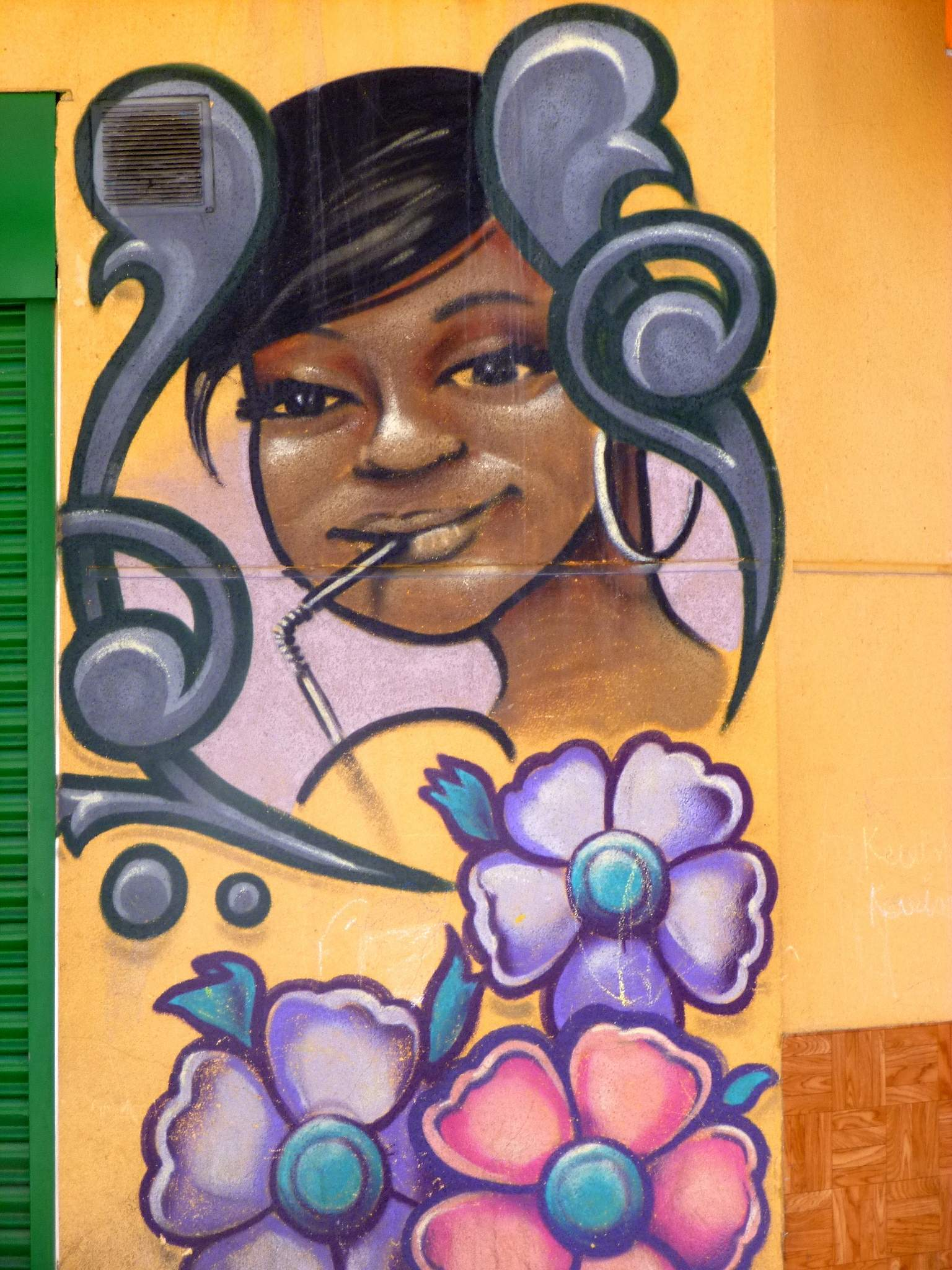
Grafiti en Puente de Vallecas

División en barrios del distrito

### 13.1 Entrevías
El barrio de Entrevías está situado en la parte suroeste del barrio, delimitado por las siguientes vías: M-30, río Manzanares, M-40 y Línea ferroviaria Madrid-Zaragoza
El diseño del barrio fue realizado por un equipo dirigido por el arquitecto Sáenz de Oiza siendo «no solo un proyecto en el que Oiza sintetiza sus investigaciones en torno a la vivienda mínima sino que, sobre todo, será el proyecto en el que, tras el alumbramiento de la Capilla en el Camino de Santiago, desarrollará y consolidará un método de trabajo».

### 13.2 San Diego
El barrio de San Diego se encuentra al oeste del distrito y está delimitado por las siguientes vías: M-30, avenida de la Albufera, Calle de la Sierra Carbonera, Calle de Martínez de la Riva, calle de Sierra Nevada, Calle de Manuel Laguna y línea ferroviaria Madrid-Zaragoza.
Este barrio toma su nombre de la avenida de San Diego, una de las vías principales junto con Puerto de Balbarán y Martínez de la Riva. Parte de este barrio forma parte del núcleo original del Puente de Vallecas.

### 13.3 Palomeras Bajas
El barrio de Palomeras Bajas ocupa el sur del distrito. En este barrio se encuentra la Asamblea de Madrid y en la zona es más conocido por el barrio de Madrid Sur. Este barrio es uno de los más poblados de toda la ciudad,. Está delimitado por las siguientes vías: avenida de la Albufera, Calle de Sierra Carbonera, Calle de Martínez de la Riva, Calle de Sierra Nevada, Calle de Manuel Laguna, línea ferroviaria Madrid-Zaragoza, avenida de Buenos Aires y calle Puerto de Balbaran.

### 13.4 Palomeras Sureste
Palomeras Sureste ocupa el cuadrante sureste del distrito como su propio nombre indica, y está delimitado por las siguientes vías: Avda. de Buenos Aires, Avda. Pablo Neruda, Avda. del Mediterráneo, Avda. de la Democracia y Línea ferroviaria Madrid-Zaragoza.

### 13.5 Portazgo
El barrio de Portazgo se encuentra al norte del distrito y está delimitado por las siguientes vías: Avda. Pablo Neruda y C/Pío Felipe.

### 13.6 Numancia

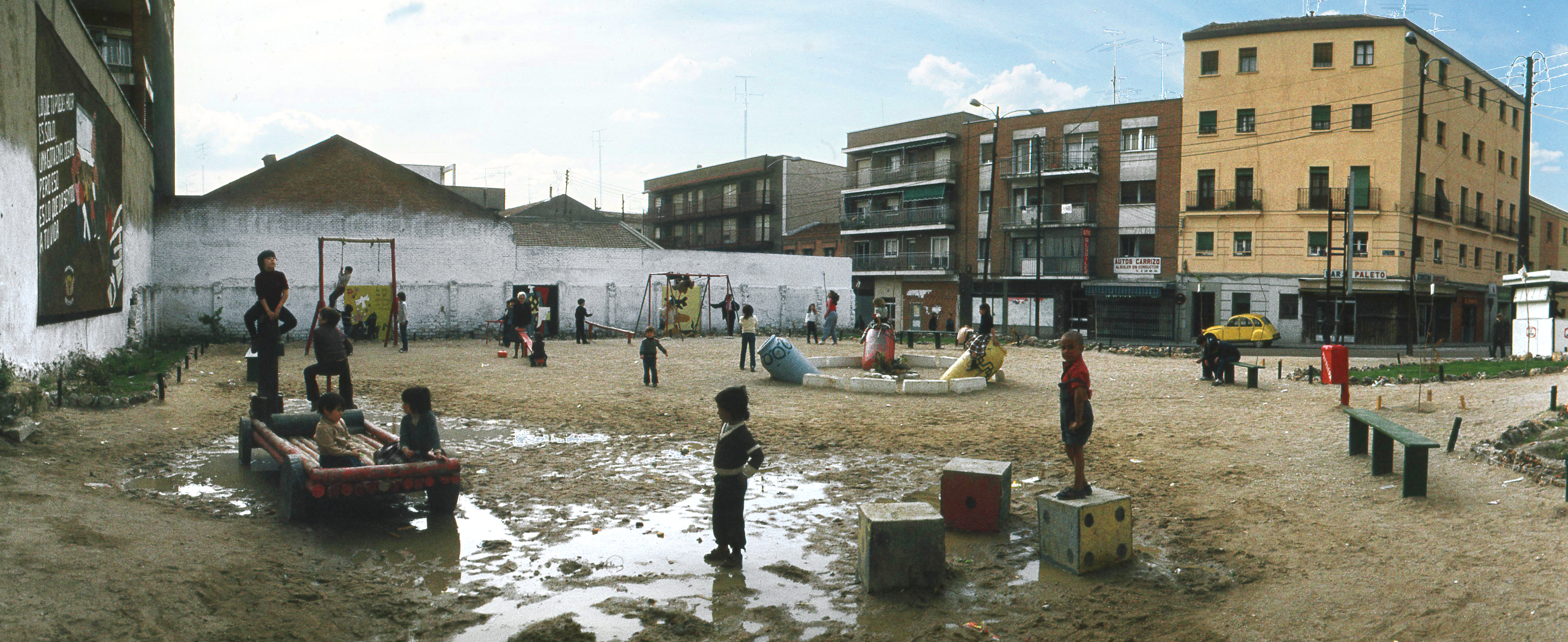
Solar convertido en parque a comienzos de la década de 1980

El barrio de Numancia, junto con San Diego, forma parte del núcleo original del Puente de Vallecas. Se encuentra en el noroeste del distrito y está delimitado por las siguientes vías: avenida del Mediterráneo, calle de Pío Felipe, avenida de la Albufera y M-30.

## Deportes

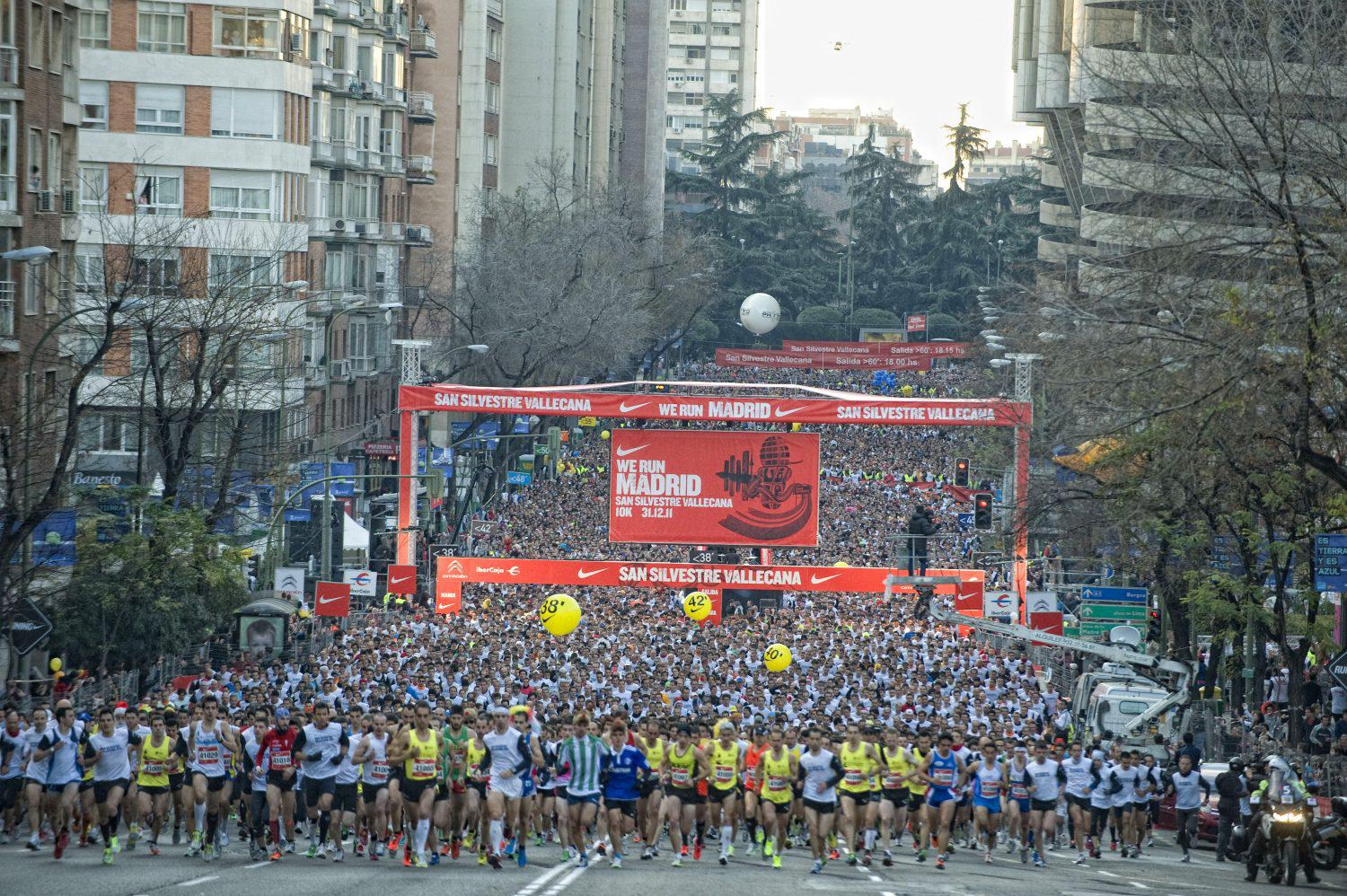
Salida de la San Silvestre Vallecana

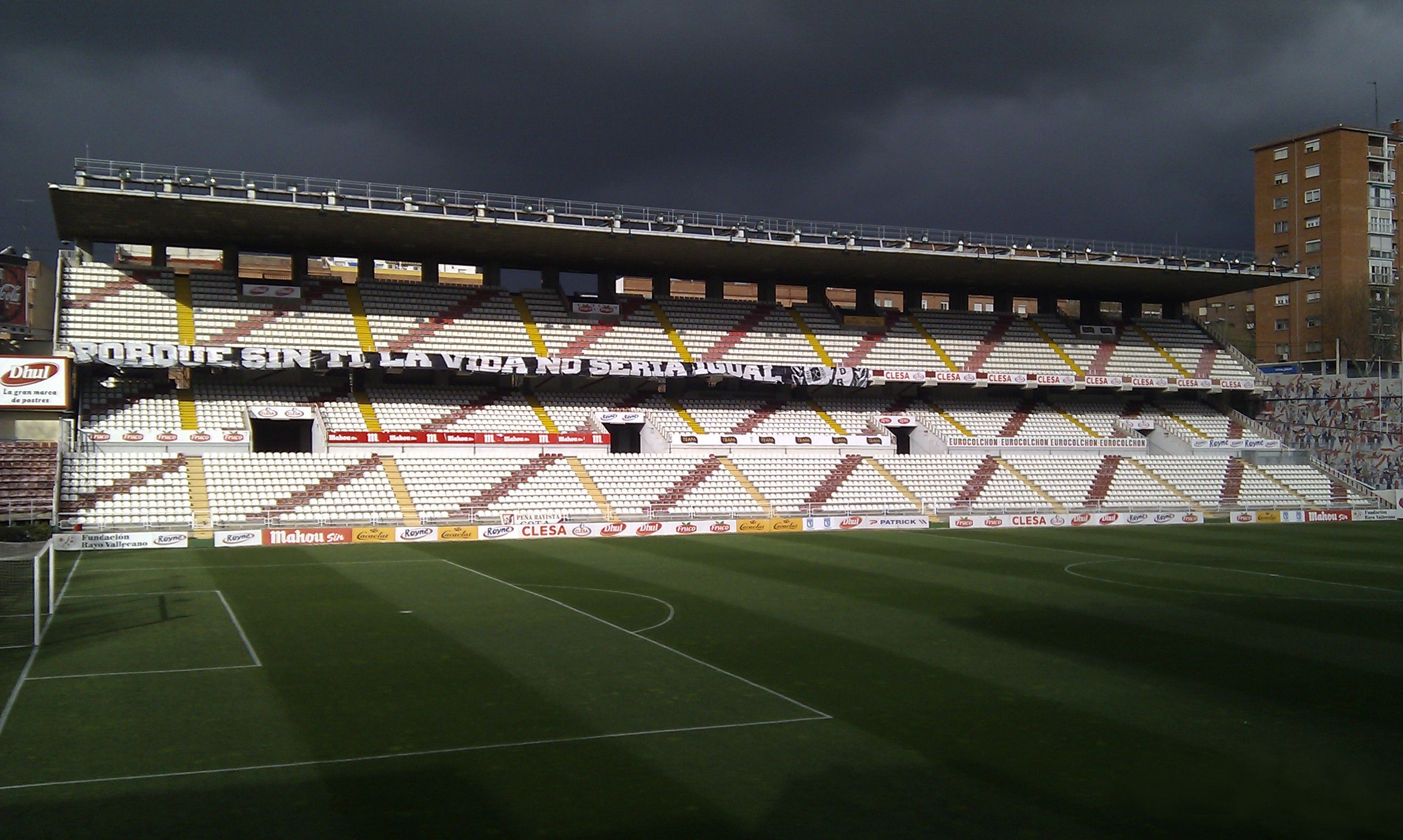
El Rayo Vallecano juega sus partidos en el campo de fútbol de Vallecas

Vallecas da nombre a un histórico equipo de fútbol, el Rayo Vallecano de Madrid. Su estadio, Estadio de Vallecas, se encuentra en el distrito de Puente de Vallecas, y la ciudad deportiva del Rayo Vallecano en el distrito de Villa de Vallecas.
El distrito cuenta con equipos que destacan en los campeonatos nacionales de diferentes deportes como el Vóley Playa Madrid en voleibol femenino, el Vallecas SOS en Salvamento y Socorrismo, Rítmica Vallecas en gimnasia rítmica y Vallecas Rugby Union VRU en rugby.
El evento deportivo del barrio de mayor tradición e importancia a nivel internacional es la San Silvestre Vallecana, una prueba de 10 km en ruta de referencia del atletismo popular y profesional en España, que se celebra cada año el 31 de diciembre. Hasta 2017 también se celebraba en el distrito la carrera 100 Km pedestres Villa de Madrid que fue varias veces Gran premio de España de la especialidad. El distrito también cuenta con gran tradición en pruebas deportivas populares como la Carrera del árbol y la San Silvestriña.
En el distrito se encuentra la Federación de Fútbol de Madrid, Federación Madrileña Aérea, Federación Madrileña de Ajedrez, Federación Madrileña de Billar, Federación Madrileña de Boxeo, Federación Madrileña de Columbicultura, Federación Madrileña de Deportes de Parálisis Cerebral, Federación Madrileña de Gimnasia, Federación Madrileña de Patinaje, Federación Madrileña de Pesca y Casting, Federación Madrileña de Squash y Rackeball, Federación Madrileña de Tenis de Mesa y Federación Motonáutica de Madrid.

## Movimiento asociativo
Uno de los rasgos más característicos del distrito es el amplio movimiento asociativo que existe en el mismo focalizado en asociaciones de vecinos, de infancia y juventud, sociales, culturales, ecologistas, etc.
El proyecto más distinguido fue Somos Tribu VK, una agrupación heterogénea que se organizó en 2019 a raíz de la pandemia de coronavirus para gestionar despensas sociales con las que paliar la crisis social. Este proyecto fue reconocido en 2020 con el Premio Ciudadano Europeo 2020 del Parlamento Europeo y en 2021 con el Premio de igualdad social de la tercera edición de los Premios Internacionales Peironcely 10. Se disolvió en 2022 para dar pasos a otros movimientos asociativos.
En verano es famosa la Batalla naval de Vallecas organizada por la Cofradía marinera de Vallekas y que se celebra durante las Fiestas del Carmen.
En el área de infancia y juventud destaca la Coordinadora infantil y juvenil de tiempo libre de Vallecas, una federación de asociaciones que se distingue por organizar cada año el Día infantil y juvenil de Vallecas, un día en el que gran cantidad de asociaciones del barrio se juntan para realizar actividades lúdicas gratuitas para los menores.
Otras asociaciones representativas del distrito son el centro social La villana de Vallekas, el colectivo LGTBI Orgullo Vallekano, la asociación Vallecas Todo Cultura, el Ateneo Republicano de Vallekas y Radio Vallekas.

## Cultura
A finales de los 70 se formó en el distrito el grupo El Gayo Vallecano, que creó un fuerte movimiento cultural en el distrito en torno al teatro.
Puente de Vallecas destacó a lo largo del siglo XX por el rock y sus variantes, con grupos de música surgidos en este distrito como Obús, Ska-P y Topo. El distrito contaba con gran cantidad de salas de conciertos y pubs dedicados a dicho género musical, aunque la mayoría cerró entre 2000 y 2020, como el Pub Hebe o la discoteca Excalibur.
En Palomeras Bajas destaca el Centro Cultural Paco Rabal, que cuenta con un teatro de 358 butacas y que se usa de manera habitual para representaciones de compañías profesionales de teatro y danza.
En Numancia se encuentra Grada mágica, una de las pocas salas de magia de Madrid.
Durante el primer trimestre del año se celebra desde 2022 el Festival de novela negra Vallecas Negra organizado por el Ateneo Republicano de Vallekas.

### Arquitectura
En la avenida de la Albufera número 3 se encuentra el primer edificio modernista de todo Madrid.
En Entrevías se encuentra un auditorio realizado por el arquitecto José Miguel de Prada Poole.

### Museo al Aire Libre de Palomeras Bajas
Los arquitectos responsables del proyecto de remodelación del Poblado Mínimo de Vallecas aprovecharon la ley para destinar el 1 % del presupuesto de la obra a la realización de trabajos artísticos, dando lugar a un museo de arte al aire libre. En el museo hay obras de los escultores Javier Aleixandre, Juan Bordes, Joaquín Rubio Camín, Jesús Valverde; del ceramista Arcadio Blanco y de los pintores Ceferino Moreno y José Luis Pascual. En 2011 se añadió una escultura del movimiento Todo por la praxis.

### Museo de bomberos
En la calle Boada 4 se encuentra el Museo de bomberos de Madrid.

### Cine y televisión
Puente de Vallecas ha sido lugar de ambientación de series de televisión como Entrevías. Además, numerosas producciones ruedan sus localizaciones en el distrito siendo especialmente utilizado el Cerro del Tío Pío.

## Servicios

### Educación
En el distrito de Puente de Vallecas, hay 32 centros de educación infantil (0-3 años), trece de ellos públicos y diecinueve privados, veinticinco colegios públicos de educación infantil y primaria (CEIP), ocho institutos de educación secundaria y veintitrés colegios privados.
En cuanto a la educación superior, en el barrio de Palomeras Sureste y muy próximo a la estación de metro Sierra de Guadalupe se encuentra el Campus Sur de la Universidad Politécnica de Madrid que está el distrito de Puente de Vallecas. En este campus hay una Escuela de Ingenieros de Telecomunicación, una Escuela de Ingeniería Informática, una Escuela de Ingeniería en Geodesia y Topografía y el Centro Superior de Diseño y Moda. Además, se encuentra el Instituto de Investigación Automovilística de la UPM y un parque empresarial de empresas de nuevas tecnologías vinculadas a la UPM.

### Sanidad
El distrito de Puente de Vallecas cuenta con doce centros de salud y tres centros de especialidades (Federica Montseny, Vicente Soldevilla y Hermanos Sangro-Peña Prieta). Además, se encuentra en este distrito el Centro de Recuperación de Personas con Discapacidad Física y, también, el centro de salud mental Puente de Vallecas y Vallecas Villa.

### Otros
En Entrevías se encuentra 14-30 Espacio joven, un centro de recursos para jóvenes, monitores y coordinadores de tiempo libre, animadores, educadores o profesores de la Comunidad de Madrid.

### Transporte

#### Cercanías
Tres estaciones dan servicio aparte del distrito, todas con servicio de las líneas C-2, C-7 y C-8 de Cercanías Madrid.
- Asamblea de Madrid-Entrevías
- El Pozo
- Vallecas

Las líneas C-3, C-3a y C-4 pasan por el barrio de Entrevías (instalaciones de renfe de Cerro Negro y Santa Catalina) pero no realizan parada. Antiguamente, la línea C-3 efectuaba parada en el apeadero de Santa Catalina, ubicado en la calle Embajadores, pero dejó de disponer de servicio de viajeros en 1991.

#### Metro
El distrito está atravesado por una línea:
- : discurre bajo la avenida de la Albufera con siete estaciones dentro del mismo: Puente de Vallecas, Nueva Numancia, Portazgo, Buenos Aires, Alto del Arenal, Miguel Hernández y Sierra de Guadalupe.

#### Autobuses
Dentro de la red de la Empresa Municipal de Transportes de Madrid, las siguientes líneas prestan servicio a barrios de este distrito:
| línea | vías cubiertas sentido ida | vías cubiertas sentido vuelta |
| ----- | --- | --- |
| 8 113 | Avda. Peña Prieta, Santa Marta, Sierra Toledana | Sierra Elvira, Avda. Peña Prieta |
| 10    | Avda. Monte Igueldo, Martínez de la Riva, Arroyo del Olivar, Avda. Palomeras, Extremeños, Villalobos, Avda. Buenos Aires                                                                                            | Avda. Buenos Aires, Avda. Pablo Neruda, Villalobos, Extremeños, Avda. Palomeras, Arroyo del Olivar, Avda. Albufera                                                                                       |
| 24    | Avda. Monte Igueldo, Martínez de la Riva, Sierra Molina, Alfredo Castro Camba, Mejorana, Lagartera, La Mancha, Avda. Entrevías, Vecinos del Pozo, Cabo Machichaco, Andaluces del Pozo, Esteban Carros, Padre Llanos | Padre Llanos, Esteban Carros, Avda. Glorietas, Cooperativa Eléctrica, Ronda Sur, Avda. Entrevías, Conde Rodríguez San Pedro, Manuel Maroto, Párroco Don Emilio Franco, Arroyo del Olivar, Avda. Albufera |
| 37 56 | Puente de Vallecas | Puente de Vallecas |
| 54    | Avda. Albufera, Pío Felipe, Benjamín Palencia, Malgrat de Mar, Avda. Pablo Neruda, Andaluces, San Claudio, Avda. Rafael Alberti                                                                                     | Avda. Albufera, Pío Felipe, Benjamín Palencia, Malgrat de Mar, Avda. Pablo Neruda, Andaluces, San Claudio, Avda. Rafael Alberti                                                                          |
| 57    | Avda. Albufera, Sierra del Cadí, Carlos Martín Álvarez, Martínez de la Riva, Avda. Parque de Palomeras Bajas, Avda. Buenos Aires, Avda. Pablo Neruda, Santillana de Mar                                             | Santillana de Mar, Avda. Pablo Neruda, Avda. Buenos Aires, Mogambo, Avda. Parque de Palomeras Bajas, Candilejas, Martínez de la Riva, Carlos Martín Álvarez, Sierra del Cadí, Avda. Albufera             |
| 58    | Avda. Albufera | Avda. Albufera |
| 63 N9 | El Bosco, Avda. Mediterráneo | Avda. Mediterráneo |
| 102   | Avda. Entrevías, Cardeñosa, Ruidera, Ronda Sur, Serena, Barros, Vecinos del Pozo, Cabo Machichaco, Andaluces del Pozo, Esteban Carros, Padre Llanos                                                                 | Padre Llanos, Esteban Carros, Avda. Glorietas, Cooperativa Eléctrica, Ronda Sur, Villacarrillo, Villuercas, Hornachos, Bohonal, Sierra Contraviesa, Avda. Entrevías                                      |
| 103   | Villacarrillo, Cazorla, Pedroches, La Mancha, Vizconde de Arlessón, Carlos Martín Álvarez, Javier de Miguel, Payaso Fofó, Avda. Albufera                                                                            | Avda. Albufera, Payaso Fofó, Javier de Miguel, Puerto de la Bonaigua, Imagen, La Mancha, Campiña, Barros                                                                                                 |
| 111   | Avda. Monte Igueldo, Martínez de la Riva, Puerto de la Bonaigua, Imagen, La Mancha, Pza. Regiones, Ruidera, Ronda Sur, Hornachos                                                                                    | Hornachos, Ronda Sur, Bohonal, Ruidera, La Mancha, Vizconde de Arlessón, Carlos Martín Álvarez, Martínez de la Riva, Arroyo del Olivar, Avda. Albufera                                                   |
| 136   | Avda. Albufera, Avda. Buenos Aires, Avda. Pablo Neruda, Los Santos Inocentes, Avda. Parque de Palomeras Bajas, Puerto Balbarán                                                                                      | Puerto Balbarán, El Graduado, Los Santos Inocentes, Avda. Pablo Neruda, Avda. Buenos Aires, Avda. Albufera                                                                                               |
| 141   | Avda. Peña Prieta, Baltasar Santos, Marismas, Ramón Pérez de Ayala, Pío Felipe, Avda. Albufera | Avda. Albufera, Pío Felipe, Ramón Pérez de Ayala, Marismas, Baltasar Santos, Sierra Toledana, Cº Valderribas, Avda. Peña Prieta                                                                          |
| 142   | Avda. Pablo Neruda, Avda. Albufera | Avda. Pablo Neruda, Avda. Albufera |
| 143   | El Bosco, Pío Felipe, Avda. Albufera | Avda. Albufera, Pío Felipe |
| 144   | Avda. Pablo Neruda, Andaluces, Avda. Rafael Alberti, Villalobos, Mogambo, Avda. Parque de Palomeras Bajas, Candilejas, Martínez de la Riva, Puerto de la Bonaigua, Imagen, Hernández Mas, La Mancha                 | La Mancha, Vizconde de Arlessón, Avda. San Diego, Avda. Pablo Neruda, Avda. Parque de Palomeras Bajas, Villalobos, Avda. Rafael Alberti, Andaluces                                                       |
| 145   | Avda. Mediterráneo | Avda. Mediterráneo |
| 148   | Puente de Vallecas | |
| 180   | Embajadores y Pozo del Tío Raimundo | Embajadores y Pozo del Tío Raimundo |
| T32   | Embajadores | Embajadores |
| E     | Avda. Mediterráneo, Arboleda | Avda. Mediterráneo, Arboleda |
| 310   | Avda. Monte Igueldo, Martínez de la Riva, Javier de Miguel, Pedro Laborde, Lago Calafate, Leoneses, Villalobos, Puerto Balbarán, Avda. Entrevías                                                                    | Avda. Entrevías, Villalobos, Leoneses, Lago Calafate, Pedro Laborde, Javier de Miguel, Martínez de la Riva, Arroyo del Olivar, Avda. Albufera                                                            |
| N10   | Avda. Albufera, Sierra del Cadí, Javier de Miguel, Avda. Buenos Aires, Avda. Palomeras, Extremeños, Villalobos, Avda. Rafael Alberti, Andaluces                                                                     | Andaluces, Avda. Pablo Neruda, Malgrat de Mar, Pío Felipe, Avda. Albufera |
| N11   | Avda. Entrevías, Cardeñosa, Campiña, Barros, Ronda Sur, Avda. Buenos Aires, Avda. Pablo Neruda | Avda. Pablo Neruda, Puerto Balbarán, Ronda Sur, Villacarrillo, Cazorla, Pedroches, Pza. Regiones, Sierra Contraviesa, Avda. Entrevías                                                                    |

| Línea | Terminales                                            |
| ----- | ----------------------------------------------------- |
| 8     | Legazpi – Valdebernardo                               |
| 10    | Cibeles – Palomeras                                   |
| 24    | Estación de Atocha – Estación de El Pozo              |
| 37    | Cuatro Caminos – Puente de Vallecas                   |
| 54    | Estación de Atocha – Congosto                         |
| 56    | Diego de León – Puente de Vallecas                    |
| 57    | Estación de Atocha – Alto del Arenal                  |
| 58    | Puente de Vallecas – Santa Eugenia                    |
| 63    | Felipe II – Santa Eugenia                             |
| 102   | Estación de Atocha – Estación de El Pozo              |
| 103   | Estación de El Pozo – Ecobulevar                      |
| 111   | Puente de Vallecas – Entrevías                        |
| 113   | Méndez Álvaro – Ciudad Lineal                         |
| 130   | Villaverde Alto – Vicálvaro                           |
| 136   | Pacífico – Madrid Sur                                 |
| 141   | Estación de Atocha – Buenos Aires                     |
| 142   | Pavones – Ensanche de Vallecas                        |
| 143   | Manuel Becerra – Villa de Vallecas                    |
| 144   | Pavones – Entrevías                                   |
| 145   | Conde de Casal – Ensanche de Vallecas                 |
| 148   | Callao – Puente de Vallecas                           |
| 180   | Arganzuela-Planetario – Legazpi / Estación de El Pozo |
| 310   | Pacífico – Estación de El Pozo                        |
| E     | Conde de Casal – Sierra de Guadalupe                  |
| N9    | Cibeles – Ensanche de Vallecas                        |
| N10   | Cibeles – Palomeras                                   |
| N11   | Cibeles – Madrid Sur                                  |
| N25   | Alonso Martínez – Villa de Vallecas                   |
| T31   | Estación de El Pozo – Sierra de Guadalupe             |
| T32   | Legazpi – Mercamadrid                                 |
| H1    | Sierra de Guadalupe – Hospital Infanta Leonor         |

## Administración y política
El actual concejal-presidente del distrito es Ángel Niño Quesada, del Partido Popular (PP).
| Partidos                  | Votos  | Porcentaje |
| ------------------------- | ------ | ---------- |
| PSOE                      | 40 302 | 37.28 %    |
| Podemos-IU                | 23 408 | 21.65 %    |
| PP                        | 15 132 | 14.00 %    |
| Vox                       | 13 171 | 12.18 %    |
| Más País-Equo             | 7720   | 6.68 %     |
| Cs                        | 6317   | 5.84 %     |
| PACMA                     | 1142   | 1.06 %     |
| Recortes Cero-Grupo Verde | 239    | 0.22 %     |
| PUM+J                     | 145    | 0.13 %     |
| PCPE                      | 111    | 0.10 %     |
| PH                        | 109    | 0.10 %     |
| PCTE                      | 108    | 0.10 %     |